# 鄡單

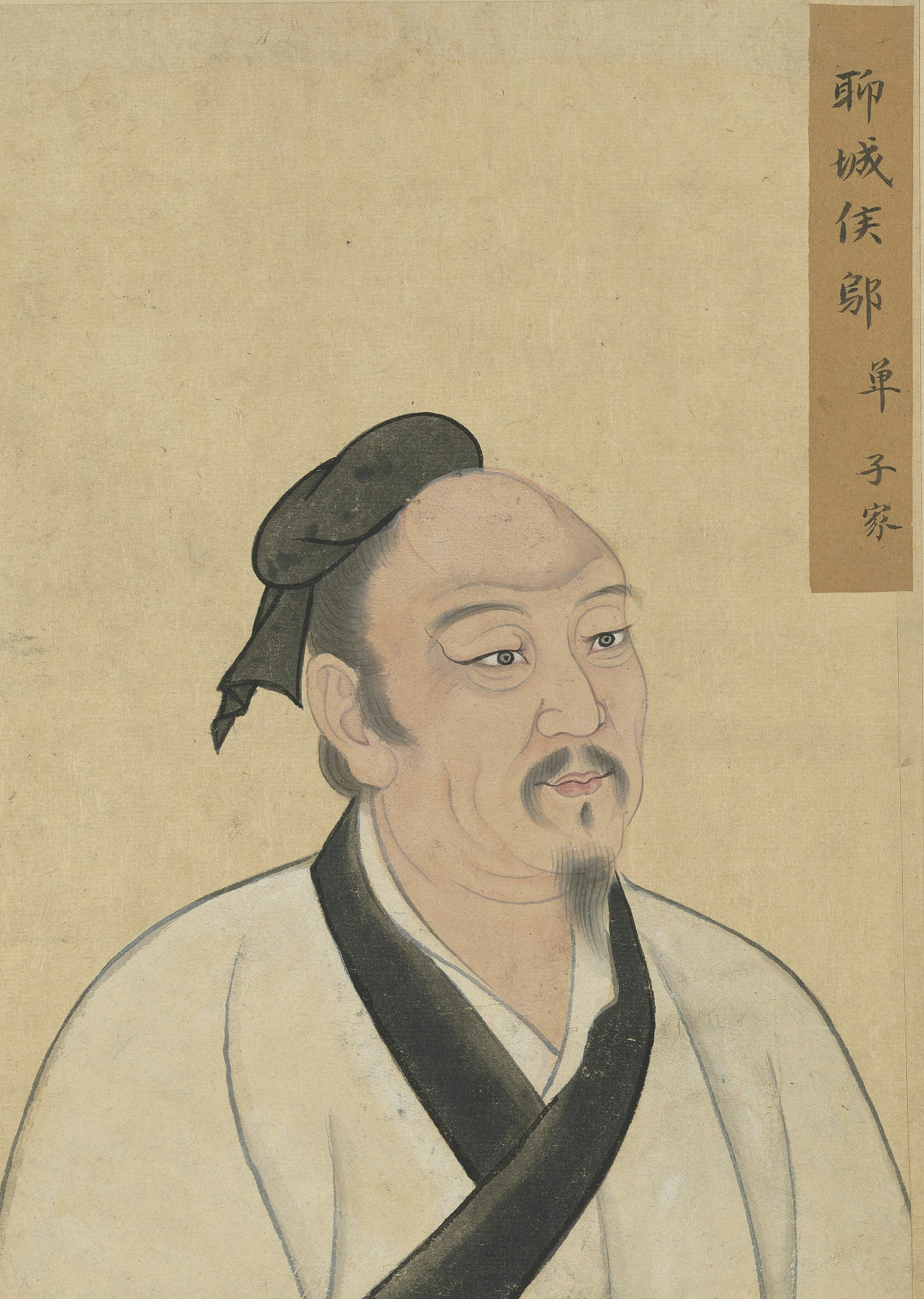
鄡單

鄡單（？—？），鄡（qiāo，音苦尧反），一作郻單，字子家，《孔子家语·弟子解》无此人。春秋时期人物。孔子弟子。

## 生平
鄡單事迹不详，钜鹿郡有鄡县，太原郡有邬县。 

## 歷代追封
- 漢明帝永平十五年（72年）從祀孔廟。
- 唐玄宗開元二十七年（739年）封铜鞮伯。
- 宋真宗大中祥符二年（1009年）封聊城侯。
- 明世宗嘉靖九年（1530年）封先賢鄡子。